# Peace, Love & Truth
Peace, Love & Truth – kompilacyjny album wydany, aby uczcić pracę muzyczną Johna Lennona i Yoko Ono na rzecz pokoju. Został on wydany jedynie na azjatyckim i australijskim rynku muzycznym. W pozostałej części świata kilka miesięcy później ukazał się album Working Class Hero: The Definitive Lennon, który był podsumowaniem całej pracy artystycznej Lennona.

## Lista utworów
Wszystkie utwory autorstwa Johna Lennona, poza zaznaczonymi.
| 1.  | "Give Peace a Chance (Remix 2005)"                | 6:11    |
|     |                                                   |         |
| 2.  | "Give Me Some Truth"                              | 3:16    |
|     |                                                   |         |
| 3.  | "Love"                                            | 3:22    |
|     |                                                   |         |
| 4.  | "Hold On"                                         | 1:53    |
|     |                                                   |         |
| 5.  | "Give Peace a Chance (Y2K+)"                      | 3:54    |
|     |                                                   |         |
| 6.  | "Imagine"                                         | 3:04    |
|     |                                                   |         |
| 7.  | "Bring On the Lucie (Freeda People)"              | 4:13    |
|     |                                                   |         |
| 8.  | "Mind Games"                                      | 4:13    |
|     |                                                   |         |
| 9.  | "I Don't Want to Be a Soldier (Remix)"            | 6:04    |
|     |                                                   |         |
| 10. | "Instant Karma!"                                  | 3:20    |
|     |                                                   |         |
| 11. | "Power to the People"                             | 3:23    |
|     |                                                   |         |
| 12. | "Real Love (Short Version)"                       | 4:08    |
|     |                                                   |         |
| 13. | "Help Me to Help Myself"                          | 2:09    |
|     |                                                   |         |
| 14. | "I Don't Wanna Face It"                           | 3:23    |
|     |                                                   |         |
| 15. | "Bless You"                                       | 4:37    |
|     |                                                   |         |
| 16. | "Happy Xmas (War Is Over)" (John Lennon/Yoko Ono) | 3:34    |
|     |                                                   |         |
| 17. | "Listen the Snow Is Falling" (Yoko Ono)           | 3:10    |
|     |                                                   |         |
| 18. | "Give Peace a Chance"                             | 4:54    |
|     |                                                   |         |
|     |                                                   | 1:08:48 |
|     |                                                   |         |